# История Тамбова

## Основание города

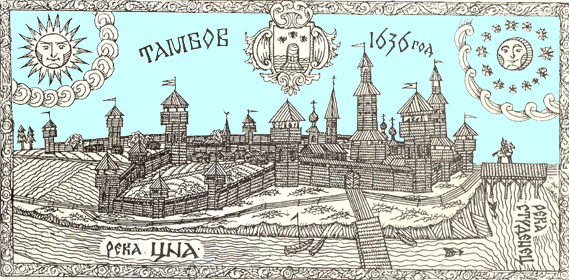
Крепость Тамбов

Тамбов был основан 17 [27] апреля 1636 года государевым стольником и Шацким воеводой Романом Боборыкиным в качестве опорного пункта Московского государства в районе Дикого поля. Для Тамбова выбрали холм при слиянии рек Цны и Студенца. Тамбовская крепость состояла из острога и города (Кремля). Стены крепости были срублены из дуба в два связанных между собой ряда с земляной засыпкой и усилены сторожевыми башнями. Высота стен достигала 6 метров. С южной стороны крепость защищал глубокий ров, упиравшийся концами в Цну и Студенец. Он заполнялся водой. Крепость занял гарнизон, насчитывавший свыше 1000 воинов. Целый ряд крепостей и фортификационных сооружений был призван защищать южные границы государства от набегов крымских татар и ногайцев. Строительство укреплённой черты потребовало громадных усилий от немногочисленного местного населения, но траты не были напрасны. Татарским набегам была поставлена надёжная преграда. Тем временем под защитой началось заселение крепости. Крестьян привлекали в этом крае плодородные земли и возможность скрыться от помещиков. Но вслед за крестьянами на тамбовские земли пришли и феодалы. В 1670 году на севере тамбовского края началось восстание. И уже 29 октября восставшие осадили Тамбов. Их было около 3 тысяч. Позже отступили, но в ноябре снова осадили город. Только 3 декабря восставшие отошли от города и весной 1671 года были разгромлены. В конце XVII века город Тамбов стал одним из сборных пунктов русских полков, принимавших участие в азовских походах. Неудача первого похода на Азов заставила Петра I принять меры для скорейшего строительства русского военно-морского флота. Для этого потребовалась рабочая сила тамбовских крестьян для рубки лесов. Тамбовская древесина стала основой первого русского флота.

## XVIII век

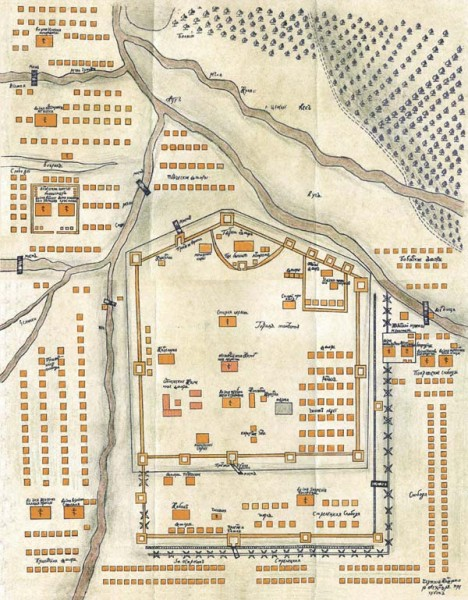
План Тамбова 1710—1720-х годов

В первой половине XVIII века ещё существовала угроза набегов из степей Нижнего Поволжья и Прикубанья. На рубеже веков была открыта солдатская гарнизонная школа — первое образовательное учреждение Тамбова.
В 1708 году Булавинское восстание на Дону частично затронуло территорию Тамбовского края. Часть населения Тамбовского края выражала открытое сочувствие восставшим. В марте 1708 года в Тамбове отряд в 300 служилых людей покинул крепость и ушёл на Хопёр — центр Булавинского восстания. В апреле 1708 года около Тамбова появился отряд повстанцев под командованием одного из соратников Булавина Лукьяна Хохлача, они захватили лошадей драгунского двора. В течение десяти дней восставшие держали Тамбов в осаде, и только приближение правительственных войск выручило местный гарнизон.
В 1738 году заново была отстроена тамбовская крепость после того, как пожар уничтожил старую. Но она уже не потребовалась. Отошло в прошлое то время, когда тамбовские крестьяне работали под защитой крепостей и караулов.

### Центр наместничества

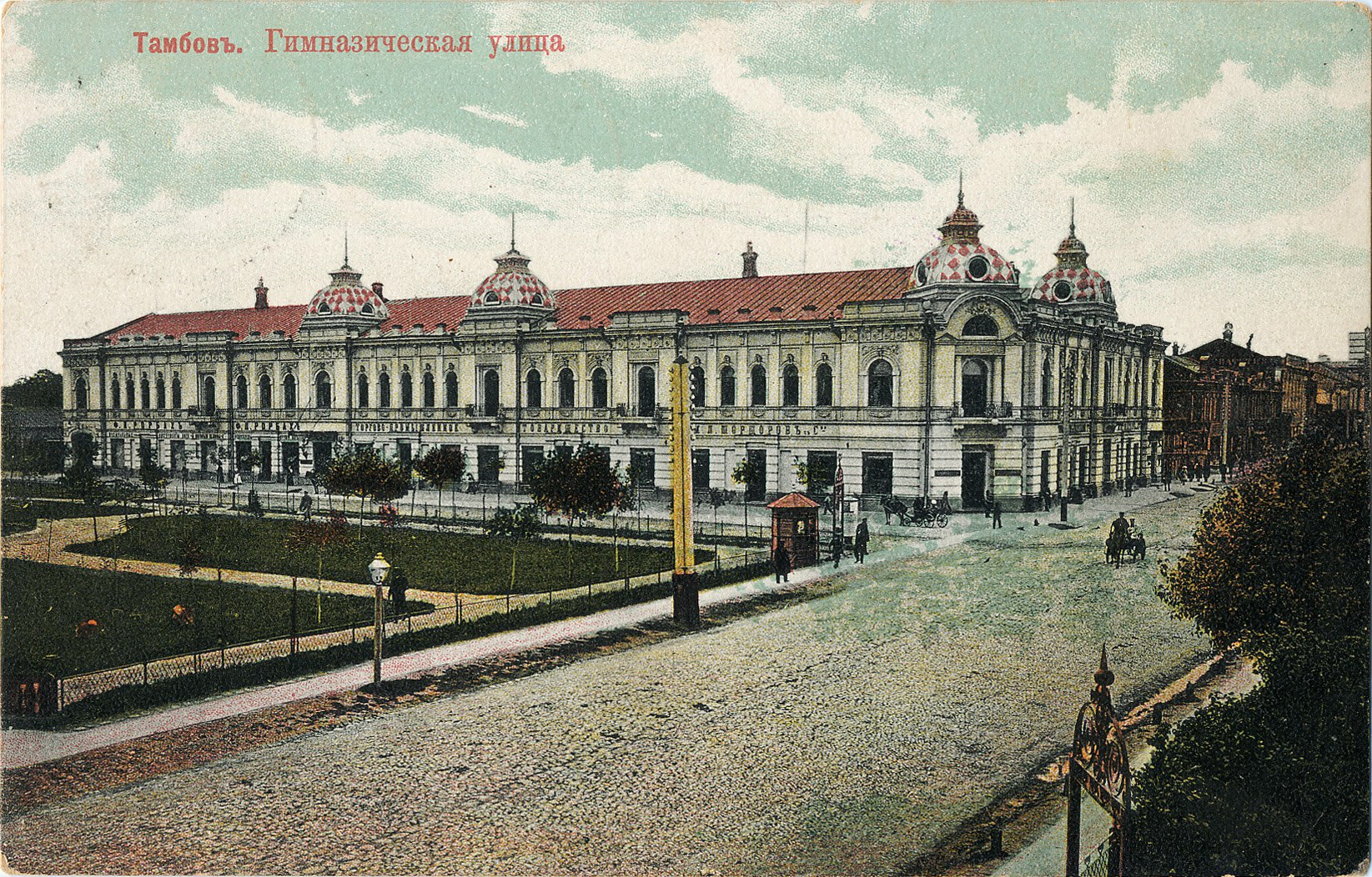
Гостиница «Европейская» (дом Шоршорова)

7 ноября 1775 года Екатерина II подписала закон «Учреждения для управления губерний», в соответствии с которым размеры губерний были уменьшены, их число увеличено вдвое, ликвидированы провинции (в ряде губерний внутри них были выделены области) и изменена нарезка уездов. Процесс замены старых губерний новыми, которые стали называться «наместничествами», растянулся на 10 лет (1775—1785). В ходе этой реформы летом 1779 года за счёт южных частей Рязанского (в основном Елатомский уезд) и северных частей Воронежского наместничеств было учреждено Тамбовское наместничество. Тамбов стал центром наместничества.
Тамбовское наместничество было существенно больше современной Тамбовской области: так, туда входили часть современной Мордовии, Липецкой, Воронежской, Пензенской и Рязанской областей. Внешне Тамбов напоминал тогда большое село: те же деревянные дома, соломенные в большинстве крыши, улицы без мостовых, огороды. И только крепость говорила, что это город. Таким он был до конца последней четверти XVIII века. После того, как город получил статус административного центра губернии, он стал перестраиваться. Столичные архитекторы составили план застройки Тамбова. По этому плану развернулось строительство ряда крупных зданий, в их числе был построен гостиный двор (ныне здание универмага). В это же время принимались и другие меры, подсказанные новым значением города и духом времени.

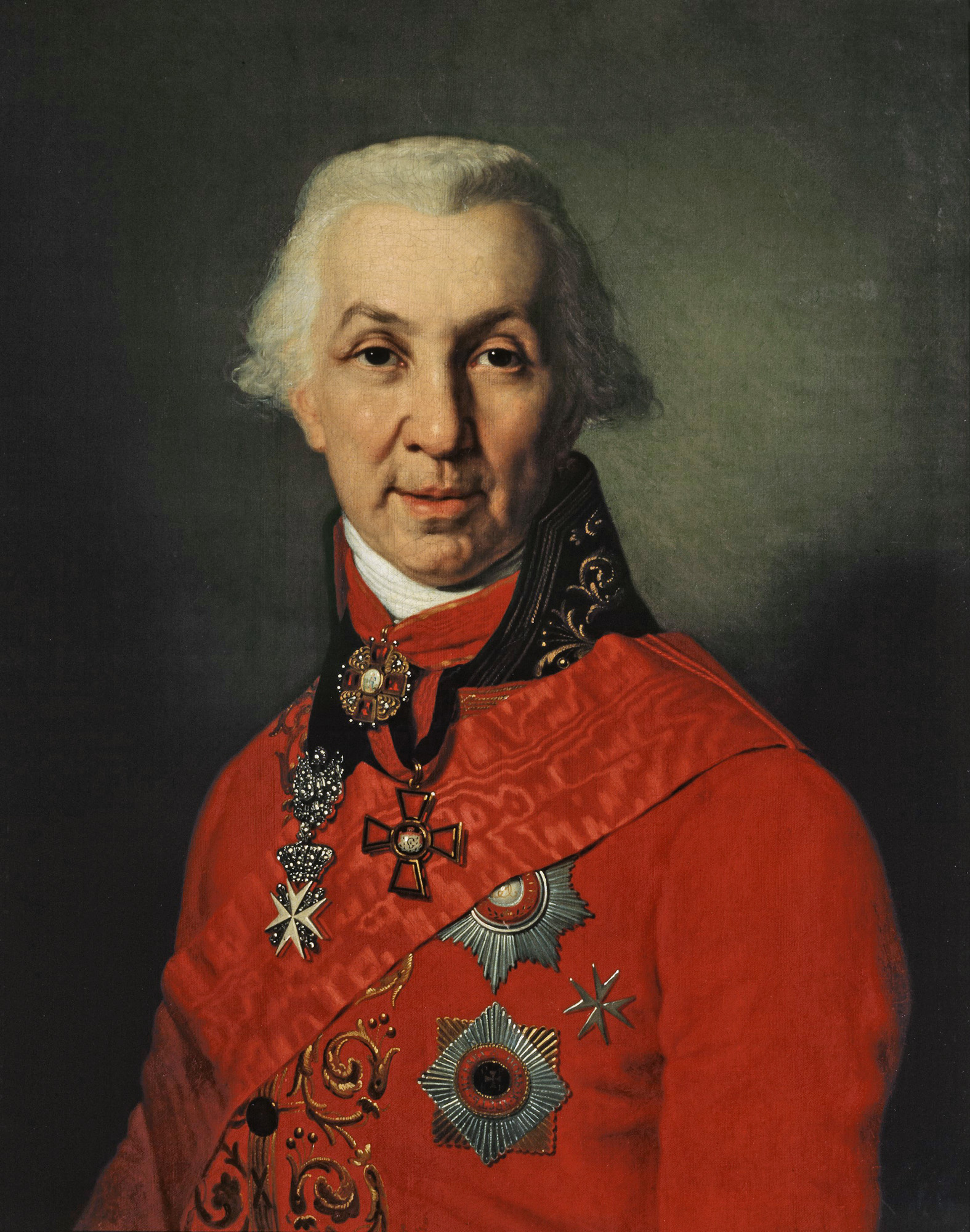
Гавриил Романович Державин

В декабре 1785 года правителем Тамбовского наместничества был назначен Гавриил Державин. Он чрезвычайно интересовался проблемой судоходства на Цне и идеей сделать её судоходной до Тамбова. Державин надеялся таким образом улучшить торговлю тамбовскими товарами и облегчить доставку в Тамбов дров и строевого леса, в которых город испытывал великий недостаток, а также камня, находившегося, по слухам, в большом количестве по берегам Цны ниже Моршанска по течению.
В 1786 году было открыто народное училище, после чего, спустя год, в некоторых уездных городах Тамбовской губернии было открыто ещё шесть малых народных училищ. В 1788 году в Тамбов начали переводить Тамбовскую духовную семинарию, открытую ещё в 1779 году и первоначально размещённую в Нижеломовском монастыре.
В 1796 году, после воцарения Павла I, Тамбовское наместничество стало именоваться губернией.

## XIX век

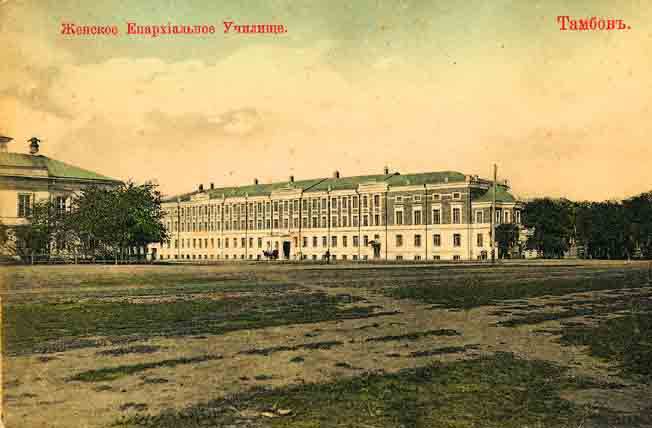
Женское епархиальное училище в Тамбове

С начала XIX века Тамбовская губерния стала одной из главных житниц Российской империи; значительное количество тамбовского зерна попадало и за границу. На Десятую и Казанскую ярмарки в Тамбов ввозились самые разнообразные товары; вся центральная часть города на несколько дней превращалась в сплошной рынок.

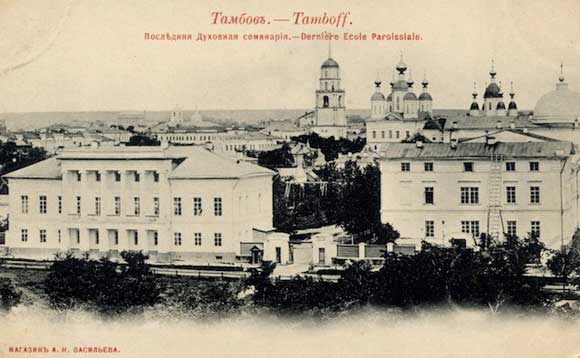
Тамбов в XIX веке

Во время Отечественной войны 1812 года на средства местного населения было сформировано и вооружено народное ополчение из 12 тысяч человек — начальником этого ополчения был избран отставной адмирал Ф. Ф. Ушаков, но он не смог возглавить его из-за болезни. Флотоводец пожертвовал на его снаряжение большую сумму — 500 рублей. Когда неприятель приблизился к Москве, в Тамбов стали прибывать беженцы из подмосковных городов. Сюда же поступали большие партии пленных вражеских солдат и офицеров.

В 1824 году в Тамбове появилась первая гимназия; в декабре 1833 открылась публичная библиотека.

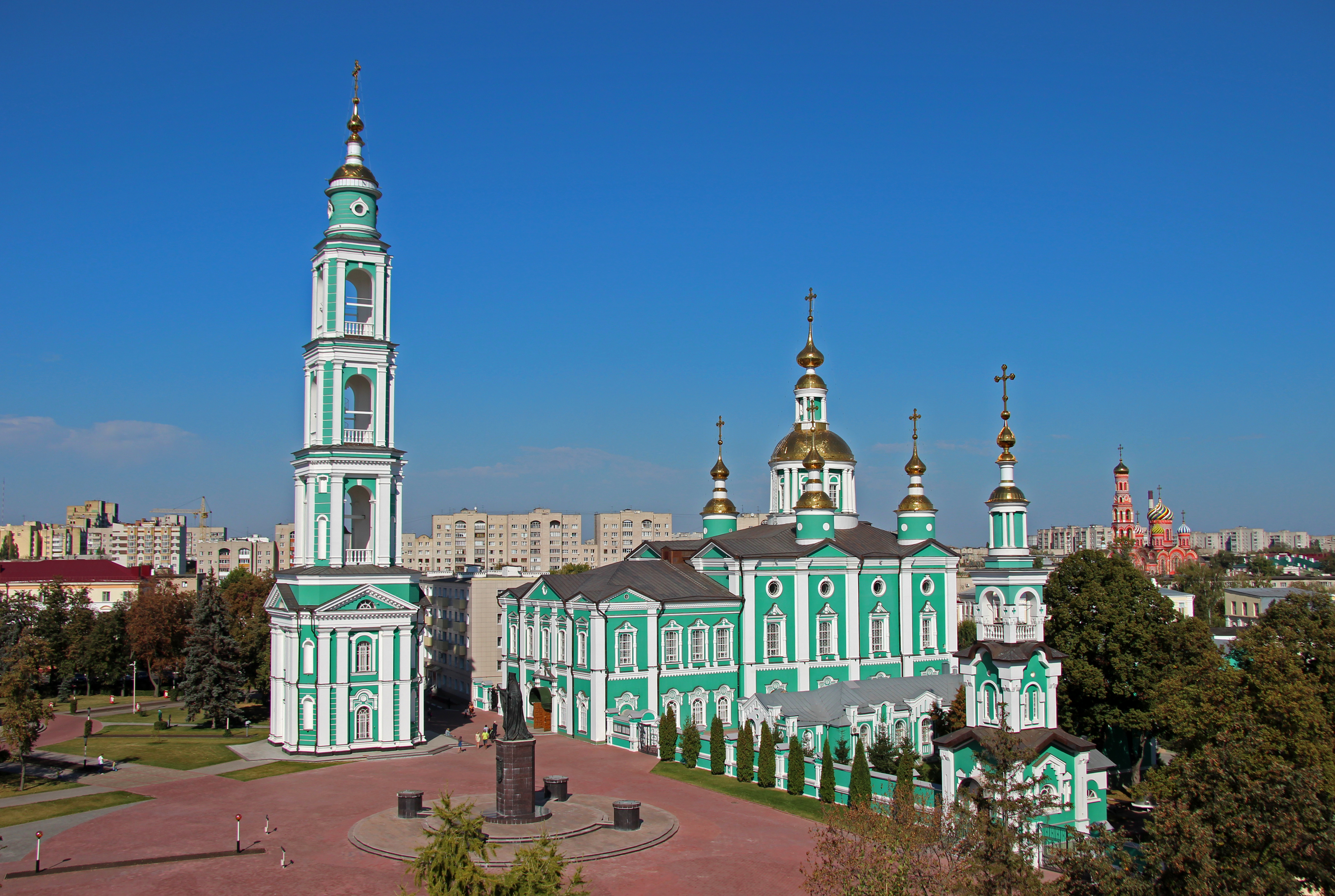
Спасо-преображенский кафедральный собор

Согласно статистическому описанию Тамбовской губернии, составленному штабс-капитаном Кузьминым, в 1840-х годах в Тамбове насчитывалось 45 улиц; в их числе 2 набережные (рек Студенца и Цны) и 8 переулков. Частных домов было всего 2332, из них 69 каменных; 7 трактиров, 5 харчевен, 3 гостиницы, 20 питейных домов, 8 штофных лавок, 7 погребов, 25 постоялых дворов, 7 магазинов модной одежды и галантереи. Первые мостовые появились в Тамбове в 1825 году. Для водоснабжения в 1839 году были организованы 8 колодцев. Шесть зданий принадлежали городской и губернской общественности: каменный кадетский корпус на берегу Студенца; деревянный дом дворянского собрания; каменный дом городского общества; деревянный дом ремесленной управы; Александринский институт для благородных девиц; дом публичной библиотеки. За счёт приказа общественного призрения в Тамбове существовали: сиротское отделение гимназии, размещённое в каменном доме, пожертвованном купцом Суворовым; училище для детей канцелярских служителей; больница; богадельня; дом умалишённых. В Тамбове были два монастыря — женский Вознесенский и мужской Казанский. Имелись храмы:

Кафедральный Спасо-Преображенский собор; Троицкая церковь, выстроенная в 1642 году <…> в Пушкарской слободе; Знаменская, построена в Стрелецкой слободе, но в какое время неизвестно; Архидиаконская, выстроена усердием купца Уткина <…>; Покровская, выстроена первоначально деревянной в Покровской слободе, заселённой тягловыми крестьянами, ныне находится на Покровской площади; Варваринская, выстроена первоначально в однодворческих гумнах, на кладбище, ныне находится в черте города на площади против Астраханской улицы; Архангельская, первоначально построенная за девичьем монастырём, перенесена впоследствии (в 1878 году) ближе к городу, ныне же заложена вместо неё у Московской заставы новая каменная. <…> Домовые церкви: в заведении приказа общественного призрения во имя Александра Невского (основана в 1842 году); в тюремном замке во имя Скорбящей Божьей Матери, выстроена в 1818 году в юго-восточной стороне корпуса…; в кадетском корпусе во имя Архистратига Михаила, выстроена в 1840 году; в институте во имя Великомученицы Александры, выстроена в 1843 году.
— Военно-статистическое обозрение Российской империи. Т. XIII. — Ч. I. Тамбовская губерния. — СПб., 1851. — С. 126—127.

## XX век

### Начало XX века
Тамбовский край переживал промышленный рост. По продукции махорочного производства Тамбовская губерния занимала первое место в мире. Происходил не только количественный рост предприятий. Стали создаваться промышленные компании и акционерные общества, тесно связанные с банками.

### Революция и Гражданская война
Сразу после Февральской революции, 4 марта 1917 года был создан губернский исполнительный комитет, в котором все места занимали меньшевики и эсеры (Орлов, Вольский, Подобедов, председатель - Кучерский, офицер). Одновременно в городе действовал губернский исполком Советов, стоявший на большевистских позициях (предгубкома Б.А.Васильев, предгубисполкома М.Д.Чичканов)
В ноябре 1917 г. 59 полк, состоявший в основном из уроженцев Тамбова, снялся с позиций на Южном фронте (район Черновцов), погрузился в два  эшелона и прибыл в Тамбов. С собой привезено 1500 винтовок, 3 орудия, 8 пулеметов, большое количество патронов. По решению Исполкома Тамбовских вагонных мастерских из прибывших был создан отряд Красной гвардии Тамбовского железнодорожного узла численностью сначала 15 чел . П.Г.Дегтярёв был избран командиром отряда, комиссар - Погонялин. Численность отряда быстро возросла до 400, а потом и до 600 штыков. Руководство отряда стояло на большевистских позициях.
В январе 1918 через Тамбов следовали на запад три чехословацких эшелона. Эшелоны были разоружены (два добровольно, один сдался под угрозой уничтожения на перегоне Тамбов—Пушкари) и отправлены в сторону Владивостока.
Еще один отряд красной гвардии был сформирован на заводе "Красный Боевик".
В ночь с 30 на 31 января 1918 г. по распоряжению Б.А.Васильева власть меньшевиков и эсеров в городе была свергнута, два отряда Красной гвардии разоружили офицерский "батальон смерти", заняли здание Совета, почту, телеграф, банк. Город окончательно перешел под власть большевиков.
4 марта 1918 года состоялся первый Тамбовский губернский съезд Советов. Тогда же был создан городской Совет рабочих депутатов, который вскоре объединился с Советом солдатских депутатов.
17-19 июня 1918 года  по указанию из центра, руководимого Борисом Савинковым («Союз защиты Родины и Свободы») в Тамбове вспыхнуло восстание эсеров и офицеров. Восставшие захватили казармы 1-го Тамбовского революционного полка, пока красноармейцы были на обеде. Руководил восстанием генерал Богданович. Были арестованы многие руководители Советской власти (М.Д.Чичканов, Б.А.Васильев). Штаб восставших разместился в дворянском собрании (ныне театр им.Луначарского). На подавление восстания был брошен отряд Красной Гвардии и латышская кавалерийская часть.  Восстание было подавлено в течение 42 часов. Снятый с фронта отряд В.Киквидзе прибыл в город, когда все уже было кончено .
С июня 1918 на основе отряда Красной Гвардии был создан отряд тамбовской рабоче-крестьянской милиции. Возглавил отряд численностью в 700 человек тов. А.Н. Бойко. В августе -ноябре 1918 отряд выезжает в город Вольск и принимает участие в его освобождении от чехословаков и белогвардейцев.
В конце марта 1919 г. из личного состава тамбовской милиции сформирован Первый Тамбовский Революционный полк в 500 человек, который выехал на Уральский фронт в состав чапаевской дивизии для охраны железной дороги Ершов - Уральск от колчаковских войск.
18 августа 1919 года генерал К. К, Мамонтов в ходе конного рейда в тыл красных на несколько дней занял город. В связи с отсутствием в городе основных военных сил, сопротивление белым войскам оказывать было фактически не кому. Руководители города эвакуировались из города. Белогвардейцами были сожжены пакгаузы, испорчены паровозы, сожжены склады, после чего мамонтовцы покинули город.
В 1919 году в Тамбове на базе артиллерийских мастерских для ремонта и изготовления военной техники был открыт завод «Революционный труд».

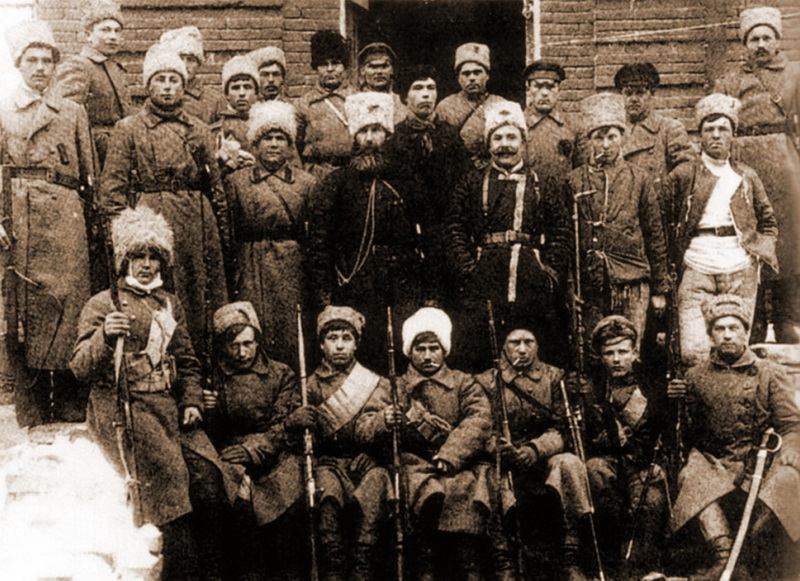
Объединённая партизанская армия Тамбовской губернии

В 1920—1921 годах разгорелось восстание и в области неоднократно шли бои. Повстанцы ликвидировали органы советской власти, уничтожали её представителей, воинские гарнизоны и в некоторых сёлах брали власть в свои руки.

### Советский период
В Тамбове начал работу профессиональный театр под руководством ученика Станиславского главного режиссёра Бориса Михайловича Снигирёва. 31 января 1921 года в помещении Рабочего дворца (бывшего Дворянского собрания) открылся VII губернский съезд Советов, в работе которого принял участие А. В. Луначарский. Делегатам съезда 6 февраля был показан спектакль «Власть тьмы» Л. Н. Толстого. Результатом показа стало решение съезда о передаче здания бывшего Дворянского собрания театру в полное его распоряжение.
В 1928 году на базе вагонных мастерских Рязано-Уральской железной дороги открыт Тамбовский вагоноремонтный завод.
В 1930 году в Тамбове открылся педагогический институт. Велась работа по ликвидации неграмотности и расширению школьной сети.
В 1932 году при школе № 6 образован самодеятельный кружок кукольников под руководством художников-супругов Натальи Николаевны и Александра Петровича Ефимовых. На базе этого кружка в 1934 году был образован профессиональный театр кукол города Тамбова. С 1937 года театр стал областным. В эти же годы в Тамбове открылась филармония[уточнить].
В августе 1932 года на базе тракторных мастерских предпринимателя Махова был создан завод «Автотрактородеталь». В 1933 году был открыт завод «Комсомолец» (ОАО «Тамбовский завод „Комсомолец“ им. Н. С. Артёмова»).
В марте-мае 1936 года парторганизации Тамбова вышли на Горком ВКП(б) с ходатайством о переименовании города в честь М. Н. Тухачевского — Тухачевск. (ГАСПИТО, Ф. П-735, оп.1, д.402, л.28-37) Учитывая одновременность проходящих по Тамбову партсобраний заводов и учреждений, это мероприятие явно было организовано «сверху». В мае же 1936 года в Москве обострилась борьба двух группировок — К. Е. Ворошилова и Тухачевского. И можно предположить, что именно этот факт заставил московские власти отложить решение по данным ходатайствам, а затем (после мая 1937 года, когда был арестован Тухачевский) совсем закрыть этот вопрос. В 1937—1938 годах самым крупным книгохранилищем на Тамбовщине стала библиотека имени Пушкина.

В 1960-е годы началось промышленное развитие города.

Комсомольская площадь в 1987 году

В 1970—1980-е годы был пик процветания города. В 1986 году население достигло 300 000 человек. Тогда же было отмечено 350-летие города.
За 15 лет было построено около двух десятков объектов: здание аэровокзала (1975 год), здание научной библиотеки (1980 год), детская областная больница (1980 год), офтальмологическая больница (1982 год), гостиница «Турист» (1982 год), дом быта «Русь» (1982 год), городской родильный дом (1983 год), новое здание автовокзала (1983 год), гостиница «Толна» (1983 год) (в честь венгерского города Тольна — побратима Тамбова), детский городок в виде замка в ПКиО (1983 год, в 2013 году был снесён), крытый рынок (1983 год), спорткомплекс «Спартак» (ныне — дворец спорта «Антей») (1984 год), корпуса областной больницы (1986—1990 гг.), ледовый дворец спорта «Кристалл» (1988 год), северные микрорайоны Тамбова (1989—1995 гг.). Были реконструированы ПКиО и набережная Цны.